# Коаті
Коаті (Nasuella olivacea) — єдиний вид роду Nasuella родини Ракунові, хижа тварина, що мешкає в горах півночі Південної Америки. Пов'язаний з родом Nasua, але значно менший і має коротший хвіст.

## Середовище проживання
Країни проживання: Колумбія, Еквадор, Венесуела, можлива крайня північ Перу.
Зустрічається в Андах на висоті від 1800 м до висоти 4260 м у хмарних лісах та парамо.

## Морфологія
Морфометрія. довжина голови й тіла: 360–390 мм, довжина хвоста: 200–240 мм, довжина задньої ступні: 67–75 мм, довжина вуха: 38–52 мм, вага: від 1,1 до 1,5 кг.
Опис. Дуже схожий на низовинних носух, але має менші розміри і писок його довший і гостріший. Ніс повністю голий. Вуха короткі, округлі і покриті волоссям. Спина має зображення від сіро-коричневого до оливково-коричневого з волоссям, що має золотисто-жовті кінчики. Лице темне або чорне, без білих плям. Хвіст короткий, досягає тільки 52% або 65% від довжини голови і тіла, є від шести до восьми кілець чорного або оливково-коричневого кольору. Ноги від темно-сірого до чорного кольору. Зубна формула: I 3/3, C 1/1, P 3/3, M 2/2 = 36 зубів.

## Стиль життя
Передбачається, що він схожий на інші ракунових в тому, що він дещо деревний і всеїдний; харчується комахами, малими хребетними, фруктами.